# Hell's Kitchen (chương trình truyền hình Hoa Kỳ)
Hell's Kitchen hay Nhà bếp địa ngục là một chương trình truyền hình thực tế về nấu ăn của Mỹ được công chiếu lần đầu trên Fox vào ngày 30 tháng 5 năm 2005. Chương trình này được tổ chức bởi đầu bếp nổi tiếng Gordon Ramsay, người đã tạo ra và xuất hiện trong loạt chương trình cùng tên ở Anh. Mỗi mùa, hai đội là các đầu bếp sẽ cạnh tranh để giành vị trí bếp trưởng tại một nhà hàng, đồng thời làm việc trong bếp của một nhà hàng được sắp đặt trong trường quay của đài truyền hình. Kịch bản chưong trình là loại trừ dần dần thí sinh tham gia, giảm từ 20 xuống 12 cho đến khi còn một người chiến thắng duy nhất trong suốt mỗi mùa giải. Trong một tập điển hình, một thí sinh duy nhất được chọn để loại bỏ. Đáng chú ý, trong chương trình sẽ có sự tức giận bùng nổ của Ramsay đối với các thí sinh, mà trên thực tế, điều này đã được kịch tính hóa rất nhiều vì lợi ích của khán giả. Nhà bếp địa ngục đã được đề cử sáu giải Primetime Emmy. Một chuỗi nhà hàng Gordon Ramsay Hell's Kitchen đã được khai trương, lấy cảm hứng từ chương trình.
Vào ngày 1 tháng 2 năm 2022, loạt chương trình đã được làm mới lại cho phần thứ 21 và 22. Phần thứ 21, có tên là Trận chiến thế hệ, được công chiếu vào tháng 9 năm 2022.

## Kịch bản
Nhà bếp địa ngục là một chương trình truyền hình thực tế sử dụng thể thức loại trừ dần dần thí sinh tham gia, giảm từ 20 xuống 12 cho đến khi còn một người chiến thắng duy nhất trong suốt một mùa giải. Phiên bản Mỹ của Nhà bếp địa ngục tuân theo cùng thể thức của phiên bản Vương quốc Anh, mặc dù chương trình được phát sóng trên băng trễ và không được biểu diễn trực tiếp, cũng như không có sự tham gia của khán giả trong việc loại bỏ các đầu bếp và những người không phải là người nổi tiếng như ở phiên bản Vương quốc Anh. Chương trình được sản xuất tại Hell's Kitchen, một nhà kho đã được sửa đổi ở Los Angeles bao gồm nhà hàng, hai khu thiết bị nhà bếp và ký túc xá nơi các đầu bếp lưu trú khi tham gia chương trình. Họ cũng được tặng những bộ dao mà họ có thể giữ, bất kể quá trình thi đấu của họ như thế nào.
Vào đầu mỗi mùa giải, Gordon Ramsay chia các đầu bếp ra thành hai đội. Ngoại trừ mùa đầu, mùa 18 và mùa 21, ông đã chia các đầu bếp nữ vào đội Đỏ và các đầu bếp nam vào đội Xanh, mỗi người đều được phát một chiếc áo khoác của đầu bếp với màu tương ứng ở vai áo. Các đầu bếp vẫn ở trong các đội này cho đến cuối cuộc thi nhưng Ramsay có thể chỉ định lại một đầu bếp cho đội khác nếu số lượng đội không đồng đều, muốn thử thách hoặc nếu ông ấy cảm thấy người đầu bếp đó sẽ thể hiện tốt hơn trong đội kia. Mỗi tập thường bao gồm một thử thách và phục vụ bữa tối, sau đó là loại bỏ một đầu bếp hoặc trong một số trường hợp hiếm hoi có thể loại nhiều người. Khi chỉ còn năm hoặc sáu đầu bếp, họ được đưa vào một đội chung duy nhất mặc áo khoác có ô màu đen. Kể từ thời điểm này trở đi, họ sẽ cạnh tranh cá nhân trong các thử thách và làm việc cùng nhau trong các buổi phục vụ để trở thành một trong hai người cuối cùng.

### Thử thách
Trong các thử thách, các đội hoặc cá nhân được Ramsay giao nhiệm vụ hoặc thử thách nấu ăn. Các loại thử thách rất đa dạng, bao gồm trò chơi để chuẩn bị nguyên liệu, chuẩn bị bữa ăn và kiểm tra mùi vị. Thử thách đầu tiên của mỗi mùa là nấu món ăn đặc trưng, tạo cơ hội cho các đầu bếp thể hiện tài nấu nướng của mình trước Ramsay.
Mỗi mùa thường bao gồm một hoặc nhiều thử thách cho phép các đội chế biến một số món ăn cho bữa tiệc sẽ được tổ chức vào lần phục vụ bữa tối tiếp theo hoặc như một phần trong quá trình thiết kế thực đơn của riêng họ. Các thử thách khác thường bao gồm nhiệm vụ "nếm chúng và giờ thì làm ra chúng (taste it, now make it)", các đầu bếp phải cố gắng tạo lại món ăn mà Ramsay đã chế biến chỉ sau khi nếm thử hay "thử vị giác mù quáng (blind taste test)" trong đó các đầu bếp xác định các thành phần trong khi bịt mắt và đeo tai nghe chặn âm thanh. Một số thử thách là phục vụ bữa sáng hoặc bữa trưa đầy đủ, trong đó đội hoàn thành phục vụ trước được tuyên bố là người chiến thắng.
Người chiến thắng trong thử thách được xác định bởi hệ thống tính điểm được thiết lập cho thử thách đó hoặc theo ý kiến của Ramsay và/hoặc giám khảo khách mời. Đội chiến thắng hoặc đầu bếp nhận được phần thưởng (một hoạt động giải trí ngoài Hell's Kitchen và các giải thưởng tiềm năng khác) hay ở một số mùa, vào thời điểm những tập đầu, một hoặc hai đầu bếp chế biến món ăn xuất sắc có thể nhận một tấm thẻ - "thẻ Miễn Phạt". Trong khi đội thua cuộc hoặc các đầu bếp buộc phải làm một nhiệm vụ bình thường, chẳng hạn như dọn dẹp nhà bếp, chuẩn bị một nguyên liệu cụ thể cho bữa tối hôm sau, phải chuẩn bị thức ăn cho cả hai bếp, và đôi khi ăn phải thứ gì đó không ngon (chẳng hạn như thức ăn thừa trộn thành sinh tố) cho bữa trưa, đôi khi là phân loại rác.

### Buổi phục vụ bữa tối
Đối với các buổi phục vụ ăn tối, các đầu bếp phải làm việc tại vị trí của họ (món khai vị, thịt, cá hoặc đồ trang trí) trên dây chuyền bếp để chuẩn bị thức ăn, phối hợp với các đồng đội của họ và phải theo tiêu chuẩn cao của Ramsay về chất lượng và cách trình bày mà không có sự giúp đỡ của ông ấy hoặc bếp phó. Dịch vụ bữa tối dành cho khoảng 100 khách (tình nguyện viên của buổi biểu diễn), với mỗi thực khách mong nhận được món khai vị, món khai vị và món tráng miệng, mặc dù hầu hết các buổi phục vụ đều bỏ qua món tráng miệng. Các đầu bếp được Ramsay đưa cho thực đơn và sách công thức để nghiên cứu và ghi nhớ, bao gồm một số món ăn khó của Ramsay bao gồm cơm risotto và Bò Wellington. Các đầu bếp dành vài giờ trước mỗi buổi phục vụ để chuẩn bị nguyên liệu của họ.
Thực đơn có thể được tùy chỉnh cho một buổi phục vụ bữa tối cụ thể, chẳng hạn như các món ăn theo chủ đề dân tộc hoặc món ăn do  kết quả của thử thách trước đó. Một số phần có buổi phục vụ cho phép các nhóm phát triển thực đơn của riêng họ, được Ramsay xem xét trước về chất lượng và cách trình bày. Các tập sau có thể có phục vụ ăn tối riêng, trong đó mỗi đội phải phục vụ 5 món cho 12 khách trong một bữa ăn, mỗi thành viên dẫn dắt đồng đội của họ chuẩn bị một món. Phục vụ ăn tối có thể bao gồm các thử thách bổ sung. Một đầu bếp của mỗi đội có thể được yêu cầu phục vụ bữa ăn tại bàn cho đội của họ, phục vụ những người nổi tiếng đang ngồi tại bàn của đầu bếp trong bếp hoặc đóng vai trò là người phục vụ cho buổi tối nhận và thực hiện các đơn đặt món ăn. Cho đến khi các đầu bếp thuộc đội áo đen và chiến đấu cá nhân, bữa tối cuối cùng trước đêm chung kết thường yêu cầu mỗi đầu bếp vượt qua bài kiểm tra khả năng kiểm soát chất lượng của họ, bao gồm cả những sai lầm cố ý của các bếp phó hoặc do chính Ramsay.